# 一番町 (八戸市)
一番町（いちばんちょう）は青森県八戸市の町丁。郵便番号は039-1102。人口は893人、世帯数は462世帯（2020年4月30日現在）。現行行政地名は一番町一丁目から一番町三丁目。住居表示は全域で未実施。旧陸奥国三戸郡尻内村の一部、青森県三戸郡上長苗代村大字尻内の一部、青森県八戸市大字尻内町の一部。

## 概要
当地区は八戸市西部に位置し、周辺を大字尻内町に囲まれる形で位置している。
1891年に日本鉄道の駅として尻内駅（現・八戸駅）が開業して以来、現在まで八戸地域の玄関口としてまちづくりが進められてきた。当地区は八戸駅東口に整備された地区で、ホテルや商業施設などが集中している。区画整理された街区には、住宅地が広がっている。

## 歴史
- 1889年（明治22年）4月1日 - 町村制施行により、三戸郡尻内村、根岸村、大仏村、花崎村、根市村が合併し、三戸郡上長苗代村が発足。上長苗代村大字尻内となる。
- 1891年（明治24年）9月1日 - 日本鉄道青森線の尻内駅（現・八戸駅）が大字尻内字館田に開業。
- 1955年（昭和30年）4月1日 - 三戸郡上長苗代村が八戸市に編入され、八戸市大字尻内町となる。
- 1969年（昭和44年）5月18日- 住所変更により、八戸市大字尻内町から八戸市一番町に変更、一番町一丁目、同二丁目、同三丁目となる。

※現在に至るまで住居表示はされていない。

### 町名の変遷
| 実施後       | 実施年月日    | 実施前                                                         |
| ------------ | ------------- | -------------------------------------------------------------- |
| 一番町一丁目 | 1969年5月18日 | 大字尻内町字鴨ケ池、館田、平中後、人形場、内矢沢の各一部       |
| 一番町二丁目 | 1969年5月18日 | 大字尻内町字鴨ケ池、館田、平中後、人形場、馬場、表河原の各一部 |
| 一番町三丁目 | 1969年5月18日 | 大字尻内町字明戸、中崎の各一部                                 |

なお、字内矢沢は現在八戸駅の西側に位置する小字であり、一番町に接していないため、飛地であり、それを指すと考えられる。

## 世帯数と人口
2020年（令和2年）4月30日現在の世帯数と人口は以下の通りである。
| 丁目         | 世帯数  | 人口  |
| ------------ | ------- | ----- |
| 一番町一丁目 | 157世帯 | 305人 |
| 一番町二丁目 | 169世帯 | 337人 |
| 一番町三丁目 | 136世帯 | 251人 |
| 計           | 462世帯 | 893人 |

## 交通

### 道路
- 青森県道20号八戸三沢線

地内に鉄道は通っていない（八戸駅は大字尻内町に位置）。

## 施設

### 公共施設
- 八戸地域地場産業振興センター（ユートリー）
- 八戸市立上長公民館
- 八戸駅前郵便局

### 公園
- 尻内東公園
- 尻内中央公園
- 尻内西公園

### 商業
- コンフォートホテル八戸
- 東横イン八戸駅前
- 吉田屋
- 青森みちのく銀行八戸駅前支店
- 岩手銀行八戸駅前支店
- ニッポンレンタカー八戸駅東口
- トヨタレンタカー八戸駅東口
- タイムズカーレンタル八戸駅前店